# Sân bay General José Francisco Bermúdez
Sân bay General José Francisco Bermúdez (IATA: CUP, ICAO: SVCP) là một sân bay ở Carupano, Venezuela. Sân bay này có 1 đường băng dài 2015 m bề mặt nhựa đường.

## Các hãng hàng không và các tuyến bay
Hiện có các hãng hàng không sau đang hoạt động tại sân bay này:
- Avior Airlines (Caracas)